# Bahnhof Wolkersdorf
Der Bahnhof Wolkersdorf ist ein Durchgangsbahnhof an der Bahnstrecke Wien–Laa an der Thaya (Laaer Ostbahn) und neben der Verkehrsstation Obersdorf die zweite Bahnstation in der Stadtgemeinde Wolkersdorf im Weinviertel. Der Bahnhof ist Endpunkt des zweigleisigen Ausbaus zwischen Wien und Wolkersdorf.
Der Bahnhof wird von den Linien der S-Bahn Wien sowie von Regional- und Regional-Express-Zügen angefahren.

## Geschichte

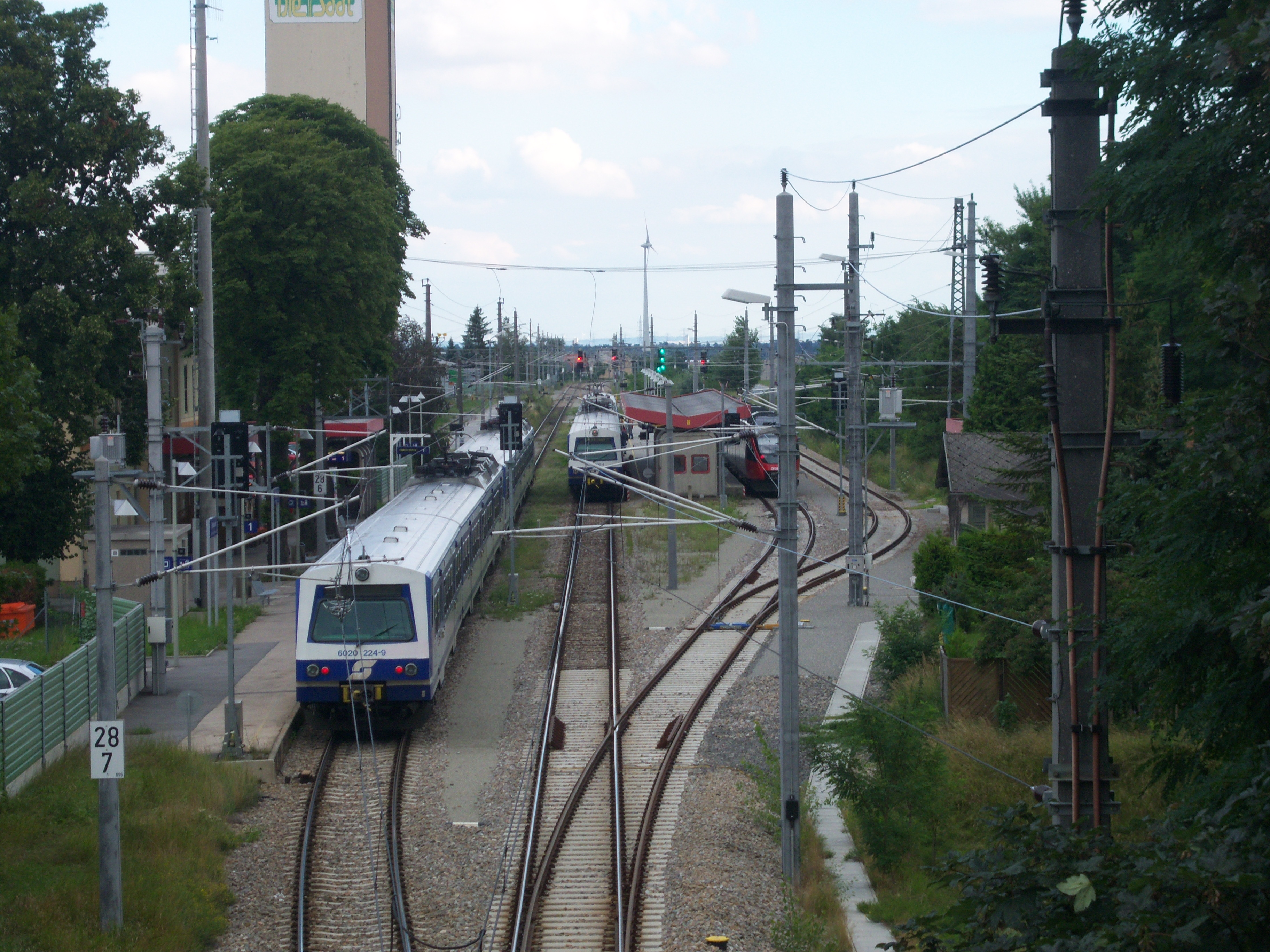
Drei S-Bahn-Züge im Bahnhof Wolkersdorf (2008)

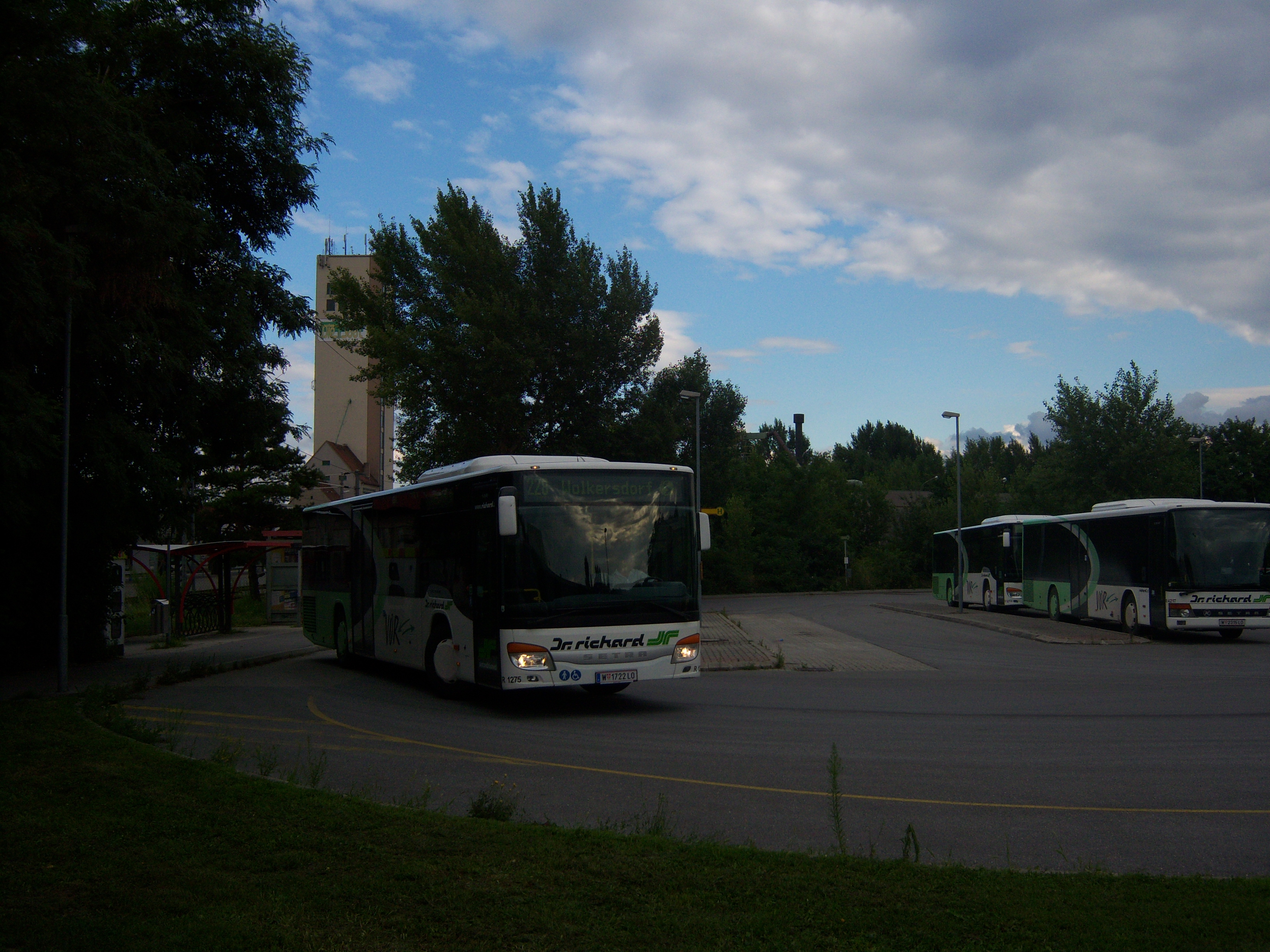
Busbahnhof nördlich der Bahnanlage (2008)

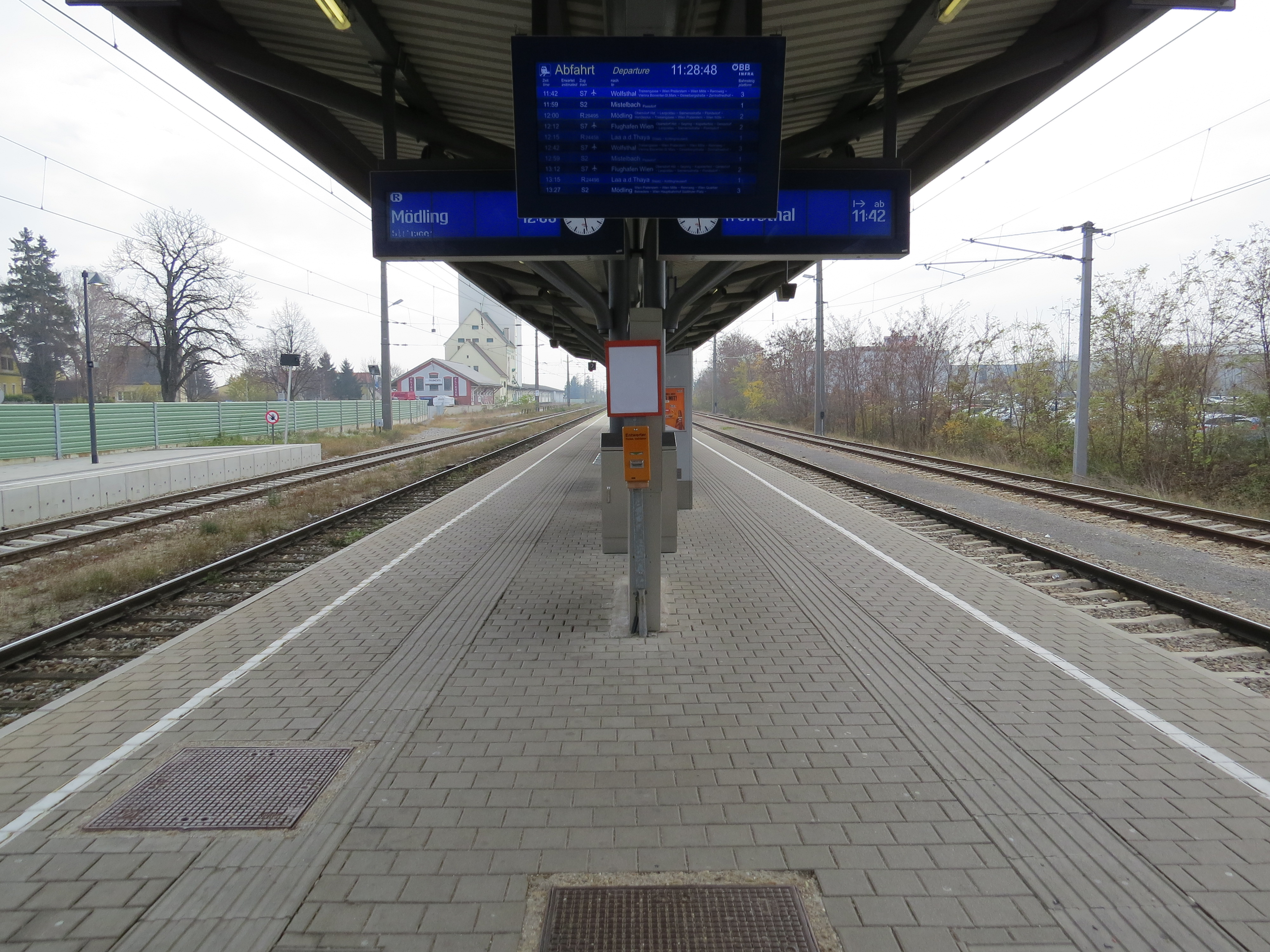
Bahnsteige (2017)

Der Bahnhof Wolkersdorf wurde am 24. November 1870 von der privilegierten Österreichisch-ungarischen Staatseisenbahn-Gesellschaft im Zuge der Verkehrsfreigabe der Bahnstrecke Wien–Laa an der Thaya–Brünn eröffnet. Die ortsansässigen Lohnkutscher und Fuhrwerker hatten durchgesetzt, dass der Bahnhof weit außerhalb des Marktplatzes errichtet wurde, da sie eine Verlagerung des Verkehrs auf die Bahn befürchteten. Durch den Bahnbau erlebte Wolkersdorf eine erste Phase des Aufschwungs. So entstand in der Nähe des Bahnhofs das Bahnviertel, welches neben Eisenbahnern und Fabrikarbeitern auch Beamte, Angestellte und Privatiers aus Wien anzog. Zwischen 1869 und 1920 verdoppelte sich die Anzahl der Häuser des Ortes.
Die Bahnstrecke war von Anfang an zweigleisig geplant, wurde dann jedoch auf einem zweigleisig dimensionierten Unterbau nur eingleisig ausgeführt. 1909 wurde der Betrieb von den k.k. österreichische Staatsbahnen übernommen. Seit Ende des Zweiten Weltkrieges 1945 ist die Verbindung nach Mähren unterbrochen. 1983 wurde die Elektrifizierung der Strecke Wien–Mistelbach abgeschlossen und mit der Errichtung von Schleifenanlagen zwischen der Laaer Ostbahn und der Nordbahn am Eisenbahnkreuz Süßenbrunn die Linie S2 der Wiener S-Bahn von Wien nach Wolkersdorf bzw. Mistelbach eingeführt.
2005 wurde der zweigleisige Ausbau der Bahnstrecke zwischen Gerasdorf bei Wien und Wolkersdorf abgeschlossen und ein Viertelstunden-Takt in der Hauptverkehrszeit zwischen Wien und dem Bahnhof Wolkersdorf eingerichtet. Seit 2006 ist auch die Strecke Mistelbach–Laa an der Thaya elektrifiziert.
2012 wurde die Park-and-Ride-Anlage von 500 auf 870 Stellplätze ausgebaut und dabei 2,6 Millionen Euro investiert. Bereits im November 2011 wurde ein Provisorium mit 100 zusätzlichen Parkplätzen in Betrieb genommen. Im August 2012 wurde der Bahnbetrieb auf Rechtsverkehr umgestellt. Im September 2012 startete, der barrierefreie Umbau des Bahnhofes. Die Bahnsteige wurden angehoben, in den Personentunnel drei Lifte eingebaut und ein Blindenleitsystem installiert. Die Fertigstellung erfolgte im Sommer 2014.
Nach der vollständigen Eröffnung des Wiener Hauptbahnhofes entsteht die Möglichkeit, eine neue S-Bahn-Linie vom Bahnhof Wien Meidling über Wien Hauptbahnhof und Wien Stadlau nach Wolkersdorf oder Gänserndorf zu führen. Vorteile wären eine schnellere Erreichbarkeit des Hauptbahnhofes als über die S-Bahn-Stammstrecke sowie eine Anbindung an den 22. Bezirk. Die Umsetzung dieses Fahrplankonzeptes der ÖBB Personenverkehr AG ist abhängig von der Finanzierung seitens der Leistungsbesteller.

## Infrastruktur
Der Bahnhof Wolkersdorf befindet sich zwischen der Bahnstraße und dem Industriezentrum Wolkersdorf-Ost und erstreckt sich von der Brünner Straße bis zur Johann-Schramm-Gasse.
Das Empfangsgebäude, ein zweigeschoßiger traufständiger Bau mit Satteldach, befindet sich östlich der Gleise. Er verfügt beidseitig über einen Mittelrisalit mit Dreiecksgiebel. Auf dem Hausbahnsteig ist ein Vordach als Regenschutz für die Reisenden angebaut. In der Bahnhofshalle findet man einen Fahrkartenautomaten, eine Pizzeria, eine Trafik, sowie Warteräume. Weiteres gab es in der Bahnhofshalle auch einen Ticketschalter. Außerdem befindet sich vor dem Bahnhofsgebäude ein kleiner Imbiss.
Auf beiden Seiten der Bahnanlage befindet sich eine Park-and-Ride-Anlage sowie Haltestelle für Autobuslinien. Am südöstlichen Ende der Bahnanlage befindet sich das Raiffeisen-Lagerhaus Wolkersdorf.
Der Bahnhof Wolkersdorf verfügt über insgesamt vier Gleise und drei Bahnsteigkanten. Der Hausbahnsteig 1 befindet sich direkt vor dem Empfangsgebäude. Die Bahnsteige 2 und 3 befinden sich in Richtung Wien versetzter Lage an einem gemeinsamen Inselbahnsteig und sind durch eine Unterführung mittels Stiegen und Aufzügen vom Gelände nördlich und südlich der Bahnanlage aus erreichbar. Ein weiteres Gleis wird für Güterverkehr genutzt. Bis zum Umbau 2013 verfügte der Bahnhof über zwei weitere Gütergleise, wovon eines auch als Ladegleis für das Lagerhaus diente.

## Personenverkehr
Vom Bahnhof Wolkersdorf verkehren Züge der Linie S2 Richtung Norden nach Mistelbach und vereinzelt nach Laa an der Thaya bzw. Richtung Süden nach Wien Meidling, Mödling und Leobersdorf. Außerdem verkehren Regionalzüge in Richtung Wien und nach Laa an der Thaya.
Entlang der Laaer Ostbahn ist der Bahnhof Wolkersdorf die Verkehrsstation mit dem dichtesten Angebot an Personenzugsverbindungen. Neben den Bahnhöfen Mistelbach und Laa an der Thaya ist er einer der drei Bahnhöfe entlang der Bahnstrecke, an denen alle Personenzüge halten.
Züge Richtung Mistelbach bzw. Laa an der Thaya verkehren planmäßig von Bahnsteig 1. Züge Richtung Wien verkehren von Bahnsteig 2 oder 3, wobei der Bahnsteig 3 von jenen Zügen genutzt wird, welche aus Wien kommend in Wolkersdorf enden, hier ihre Stehzeit einhalten und anschließend wieder nach Wien retour fahren.
Mit der Linie 105 des Wieselbus ist Wolkersdorf mit der Landeshauptstadt St. Pölten verbunden. Diverse Regionalbuslinien verbinden Wolkersdorf mit den umliegenden Gemeinden sowie Wien-Floridsdorf, zudem besteht Anschluss zum Anrufsammeltaxi AST Wolkersdorf.